# Kunzum La
Kunzum La – przełęcz górska w Himalajach o wysokości 4551 m. Leży w Indiach, w stanie Himachal Pradesh. Łączy dolinę Spiti na wschodzie z doliną Lahaul na zachodzie. Przez przełęcz prowadzi jedna z dwóch dróg prowadzących do doliny Spiti, łącząca ją z miejscowością Manali. Jest otwarta dla ruchu tylko przez kilka letnich miesięcy w roku.